# 埃内斯托·格瓦拉·林奇

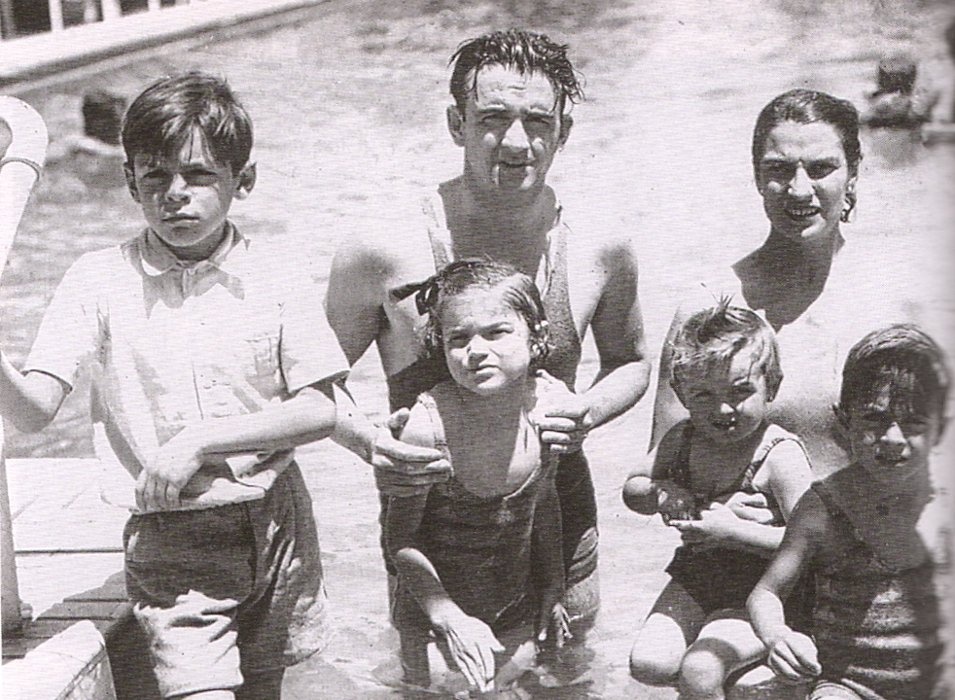
1936年，埃内斯托·格瓦拉·林奇和妻子塞莉亚·德拉塞尔纳以及4个孩子。左边的8岁男孩（由于患有哮喘，没有穿泳衣）是切·格瓦拉。

埃内斯托·拉斐尔·格瓦拉·林奇（西班牙語：Ernesto Rafael Guevara Lynch；1900年2月11日—1987年4月1日）是阿根廷的一个商人和传记作家。他出生于布宜诺斯艾利斯。他是国际共产主义革命家切·格瓦拉的父亲。1987年，他写的书《我的儿子切》出版。